# Rodney Rowland
Rodney G. Rowland (* 20. Februar 1964 in Newport Beach, Kalifornien) ist ein US-amerikanischer Schauspieler.

## Leben
Geboren im Newport Beach, Kalifornien, ist Rowland das jüngste von vier Kindern und Sohn eines Pfarrers. Nach kurzer Zeit als Student der Pepperdine University ging Rowland nach Europa und arbeitete als Model unter anderem für Gucci, Versace und J. Crew.
Auf Vorschlag von Bruce Weber begann er kleine Rollen im Film und Theater zu übernehmen.
Den Durchbruch hatte Rowland in der Sci-Fi-Serie Space 2063 von James Wong und Glen Morgan. Obwohl das Casting für die Serie katastrophal verlief, brachten Morgan und Wong Rowland dazu, den genetisch konstruierten InVitro Cooper Hawkes zu spielen. Eine weitere wichtige Rolle für ihn war Wiley P. Coyote in The 6th Day, in dem Arnold Schwarzenegger in der Hauptrolle zu sehen ist.

## Filmografie (Auswahl)

### Film
- 1995: Tod im Schlafzimmer (If Someone Had Known, Fernsehfilm)
- 1995: Alles Liebe, oder was? (Just Looking)
- 1996: Kalifornia Nightmare (Marshal Law, Fernsehfilm)
- 1996: Leinen los für die Liebe (Hearts Adrift, Fernsehfilm)
- 2000: The 6th Day
- 2000: Dancing At The Blue Iguana
- 2001: Soulkeeper
- 2002: Air Panic (Panic)
- 2002: Hard Cash – Die Killer vom FBI (Hard Cash)
- 2003: Shade
- 2005: Mr. Fix It
- 2007: Ich weiß, wer mich getötet hat (I Know Who Killed Me)
- 2013: Savaged

### Fernsehen
- 1994: Baywatch – Die Rettungsschwimmer von Malibu (Baywatch, Episode: „Fire by Fire“ #5.21)
- 1995–1996: Space 2063 (Space: Above and Beyond, 23 Episoden)
- 1997: Akte X – Die unheimlichen Fälle des FBI (The X-Files, Episode: „Never Again“ #4.13)
- 1998: In guten wie in schlechten Tagen (To Have And To Hold, Episode: „These Boots Were Made For Walking as Paolo“)
- 1998: Welcome to Paradox (Episode: „The Extra“)
- 1998: Pensacola – Flügel aus Stahl (Pensacola: Wings of Gold, 22 Episoden)
- 2000: Dark Angel (Episode: „411 on the DL“ #1.05)
- 2001, 2012: CSI: Vegas (2 Episoden)
- 2001: Seven Days – Das Tor zur Zeit (Seven Days, Episode: „Crystal Blue Perfection“)
- 2002: Strong Medicine: Zwei Ärztinnen wie Feuer und Eis (Strong Medicine, Episode „Shock as abusive husband“)
- 2002: Fastlane (Episode: „Gone Native“)
- 2002: V.I.P. – Die Bodyguards (V.I.P., Episode: „A True Val Story“)
- 2003: Angel – Jäger der Finsternis (Angel, Episode: „Conviction“ #5.01)
- 2004: Charmed – Zauberhafte Hexen (Charmed, Episode: „Hyde School Reunion“ #6.17)
- 2005–2007: Veronica Mars (7 Episoden)
- 2006: Bones – Die Knochenjägerin (Bones, Episode: „Der Mann mit dem Knochen“)
- 2006: O.C., California (The O.C., Episode: „The Road Warrior“)
- 2006: Without a Trace – Spurlos verschwunden (Without a Trace, Episode: „Patient X“)
- 2007: Weeds – Kleine Deals unter Nachbarn (Weeds, 2 Episoden)
- 2009: Burn Notice (Episode „Bankenkrise“)
- 2009: Navy CIS: L.A. (Episode: „Der einzige leichte Tag“)
- 2011: CSI: Miami (Episode „Dieser Augenblick am Ende“)
- 2012: Criminal Minds (Episode: „Entmannt“)
- 2012: The Mentalist (Staffel 4, Episode 19 „Der Zauberer“)
- 2015: Grey’s Anatomy (Episode 11×15)
- 2020: Hawaii Five-0 (Episoden 10x18)